# 衡三
衡三（半人马座φ，φ Cen）是半人马座的一颗蓝-白B型亚巨星，平均视星等为+3.83，距离地球约465光年。